# Rinaldo Nocentini
Rinaldo Nocentini (Montevarchi, 1977. szeptember 25. –) olasz profi kerékpáros. 2019-ben visszavonult a versenyzéstől.

## Eredményei
| 1995 3., Országúti világbajnokság - Mezőnyverseny - Junior 1998 2., Országúti világbajnokság - Mezőnyverseny - U23 1999 1., 9. szakasz Tour de Langkawi 1., 10. szakasz Tour de Langkawi 2000 4. - Trofeo Magalluf 2001 8., Olasz országúti bajnokság - Mezőnyverseny 2002 5. - Giro della Toscana 2003 1. - Giro della Toscana 6. - GP Citta di Camaiore 2004 1., 5. szakasz - Tour de Pologne 3. - Giro dell'Appennino 3. - Giro dell'Emilia 4. - GP Industria & Artigianato - Larciano 5. - Giro del Lazio 6. - Giro del Veneto 10. - GP Chiasso 10. - GP di Lugano 10. - Giro della Toscana 2005 1. - Subida al Naranco 2. - Coppa Sabatini 3. - GP Citta di Camaiore 5. - Tre Valli Varesine 6., összetettben - Rothaus Regio-Tour 6. - Giro del Veneto 6. - Trofeo Melinda 7. - Coppa Agostoni 9. - Giro del Lazio 2006 1. - Giro dell'Appennino 1. - Giro del Veneto 1. - Coppa Placci 2. - GP Fred Mengoni 2. - Tre Valli Varesine 3. - Trofeo Laigueglia 4. - Giro della Toscana 4. - Giro d'Oro 5., összetettben - Tour Méditerranéen 6. - Coppa Sabatini 8. - Trofeo Matteotti | 2007 1., 4. szakasz - Tour Méditerranéen 1. - GP Miguel Indurain 5. - Fléche Wallonne 7. - GP Ouest France - Plouay 2008 1. - GP di Lugano 2. - Tour du Haut Var 2., összetettben - Párizs–Nizza 4., összetettben - Tour Méditerranéen 7. - Milánó–Sanremo 2009 1., összetett - 8 napig, a 7. és a 14. szakasz között - Tour de France 1., 7. szakasz - Tour of California 7. - GP de Plumelec-Morbihan 9., összetettben - Critérium International 10. - Fléche Wallonne 2010 1., 1. szakasz - Tour du Haut Var 1., összetettben - Tour Méditerranéen 8., Olasz országúti bajnokság - Mezőnyverseny 2011 3., összetettben - Tour du Haut Var 3. - GP Regio Insubrica 6., összetettben - Tour de Pologne 7. - GP di Lugano 9., GP de Montréal 10., - GP Miguel Indurain 2012 4., összetettben - Tirreno–Adriatico 5., összetettben - Critérium International 6., összetettben - Lengyel körverseny 6., összetettben - Tour of Beijing 9., összetettben - Tour Méditerranéen 9., - Amstel Gold Race 2013 3., - Strade Bianche 3., - Gran Premio Città di Camaiore 4., - Gran Premio della Costa Etruschi 5., összetettben - Tour of Oman 10., - La Flèche Wallonne 2014 2., - Milánó–Torino 8., összetettben - Tour of Beijing 10., - Giro di Lombardia 2016 2., - Tour d'Azerbaïdjan |

## Grand Tour eredményei
| Grand Tour | 2004 | 2005 | 2006 | 2007 | 2008 | 2009    | 2010 | 2011 | 2012 | 2013 | 2014 | 2015 | 2016 |
| ---------- | ---- | ---- | ---- | ---- | ---- | ------- | ---- | ---- | ---- | ---- | ---- | ---- | ---- |
| Giro       | 34.  | -    | -    | 47.  | 56.  | -       | -    | 70.  | -    | -    | -    | 73.  | -    |
| Tour       | -    | -    | -    | -    | -    | 13.     | 98.  | -    | -    | -    | -    | -    | -    |
| Vuelta     | -    | -    | -    | -    | 23.  | feladta | 53.  | -    | 18.  | 53.  | 96.  | 85.  | -    |